# Ordonnance pénale en droit français
Pour les articles homonymes, voir Ordonnance.
Pour un article plus général, voir Ordonnance pénale.
 (août 2019).
Si vous disposez d'ouvrages ou d'articles de référence ou si vous connaissez des sites web de qualité traitant du thème abordé ici, merci de compléter l'article en donnant les références utiles à sa vérifiabilité et en les liant à la section « Notes et références ».
En droit français, une ordonnance pénale est une décision pénale rendue par une juridiction pénale et conduite selon une procédure plus simplifiée et rapide que le procès pénal ordinaire.

## Application

### Décision d'ordonnance pénale
L'ordonnance pénale est prévue par les articles 524 à 528-2 du code de procédure pénale pour les contraventions et 495 et suivants du même code pour les délits. Elle est applicable pour certains délits et pour les contraventions. En revanche elle n'est pas applicable si le prévenu était mineur au moment de l'infraction.
Une ordonnance pénale est rendue sans débat préalable. Par conséquent, le principe du contradictoire n'est pas en vigueur dans cette procédure. L'ordonnance pénale peut porter soit relaxe, soit condamnation à une amende et condamnation à plusieurs peines complémentaires encourues.
Le juge qui rend une ordonnance pénale en matière contraventionnelle n'est pas tenu de la motiver.
En l'absence de débats contradictoires, le jugement n’a pas autorité de la chose jugée à l'égard de l'action civile selon les articles 495-5 et 528-1 du Code de procédure pénale.

### Contestation de l’ordonnance pénale
Le ministère public peut, dans les dix jours de l'ordonnance, former opposition à son exécution par déclaration au greffe du tribunal. Le prévenu peut, dans un délai de trente jours à compter de la date d'envoi de la lettre ou de la date à laquelle le procureur de la République a porté l'ordonnance à sa connaissance, former opposition à l'exécution de celle-ci .
En cas d'opposition formée par le ministère public ou par le prévenu, l'affaire est portée à l'audience du tribunal de police ou de la juridiction de proximité dans les formes de la procédure ordinaire.